# Leioproctus leucostomus
Leioproctus leucostomus är en biart som först beskrevs av Cockerell 1917.  Leioproctus leucostomus ingår i släktet Leioproctus och familjen korttungebin. Inga underarter finns listade i Catalogue of Life.